# Säljdrivande marknadsföring
Säljdrivande marknadsföring är marknadsföring som i första hand är sammankopplad med försäljning. Andra typer av marknadsföring fokuserar i första hand på varumärke och räckvidd. Begreppet säljdrivande marknadsföring används mestadels för marknadsföring mellan företag, s.k. B2B (Business to business) och behöver inte vara reklam, det kan vara en rad andra aktiviteter som ett företag kan göra för att synas och höras i sin bransch. Exempel på sådana aktiviteter är seminarium, sökmotoroptimering, mässor, tidningsartiklar och nyhetsbrev. Dessa aktiviteter tjänar till att stödja säljavdelningen hos företaget och skapa fler möjligheter till försäljning.